# Вест Бруклин (Илиноис)
Вест Бруклин (енгл. West Brooklyn) град је у америчкој савезној држави Илиноис.

## Демографија
По попису из 2010. године број становника је 142, што је 32 (-18,4%) становника мање него 2000. године.
| Група             | 2000.       | 2010.        |
| Белци             | 159 (91,4%) | 142 (100,0%) |
| Афроамериканци    | 1 (0,6%)    | 0 (0,0%)     |
| Азијати           | 1 (0,6%)    | 0 (0,0%)     |
| Хиспаноамериканци | 10 (5,7%)   | 0 (0,0%)     |
| Укупно            | 174         | 142          |